# The Return of Jezebel James
The Return of Jezebel James è una serie televisiva statunitense ideata da Amy Sherman-Palladino, e trasmessa nel 2008 per una sola stagione sul canale Fox.

## Trama
La storia racconta le avventure delle sorelle Sarah e Coco Tompkins

## Episodi
La prima stagione è stata trasmessa in prima visione negli Stati Uniti nel 2008, mentre in Italia la serie resta inedita.
| Stagione       | Episodi | Prima TV USA | Prima TV Italia |
| -------------- | ------- | ------------ | --------------- |
| Prima stagione | 7       | 2008         | inedita         |